# 올라브 순데
울라프 순데(노르웨이어: Olav Sunde, 1903년 8월 17일 ~ 1985년 11월 10일)는 노르웨이의 창던지기 선수이다.
오슬로에서 태어나 IK 턀베를 대표하였다. 1928년 암스테르담 올림픽에서 63.97m를 던져 동메달을 획득하였다. 4년 후, 로스앤젤레스 올림픽에서는 60.81m로 9위로 그쳤다.
추가로 그는 1927년과 1937년 사이에 9개의 국내 선수권을 우승하였다.
그의 개인 최고 전력은 1932년 6월 비슬레트 경기장에서 성취된 67.04m였다.